# Ghenea, Gabrovo
Ghenea (în bulgară Геня) este un sat în comuna Dreanovo, regiunea Gabrovo,  Bulgaria. 

## Demografie
Componența etnică a satului Ghenea
     Nicio identificare (100%)
     Altele (0%)
La recensământul din 2011, populația satului Ghenea era de 1 locuitori. . Pentru 100% din locuitori nu este cunoscută apartenența etnică.